# Postoloprtský masakr

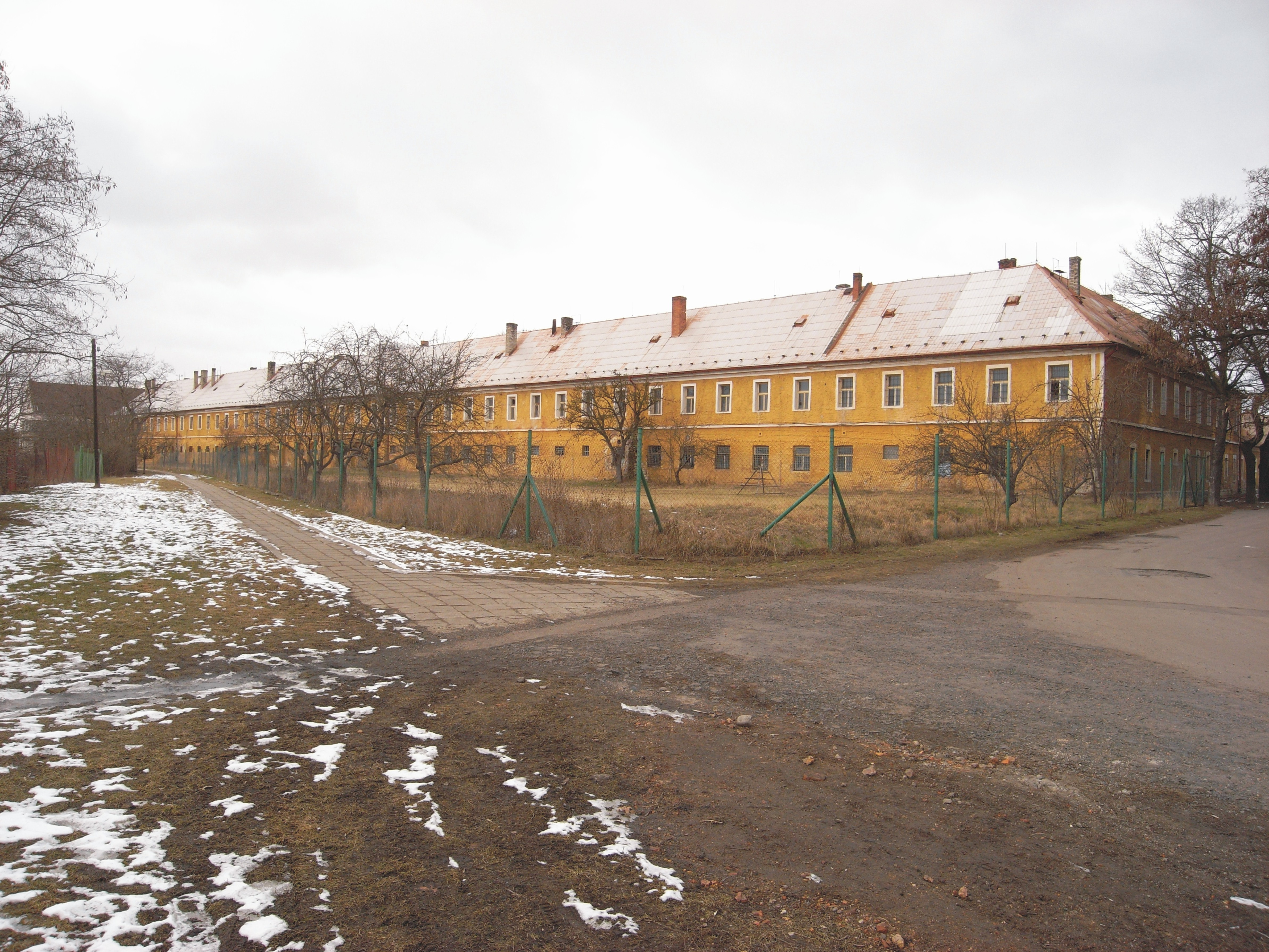
Postoloprtská kasárna

Postoloprtský masakr se stal po druhé světové válce v červnu 1945, kdy vojáci Československé armády zabili bez soudu minimálně 763 internovaných civilních obyvatel německé národnosti z Postoloprt a okolí. Až do masakru ve Srebrenici v roce 1995 platilo, že šlo o největší evropský poválečný masakr v počtu obětí na jednom místě a byl druhou nejtragičtější událostí při živelných násilnostech při takzvaném divokém odsunu Němců. Více lidí přišlo o život jen v souvislosti s tzv. Brněnským pochodem smrti.

## Okolnosti
Město Postoloprty bylo určeno Hlavním štábem ministerstva národní obrany jako nové hlavní sídlo štábu 1. divize. V polovině května 1945 dorazila do Postoloprt její první operační skupina s úkolem vyčistit oblast od Němců. Na místě jí pomáhal oddíl Revolučních gard vedený bývalým obecním policistou Bohuslavem Markem.
Na konci května a v červnu 1945 tak Československá armáda v Postoloprtech soustředila a internovala několik tisíc civilních obyvatel německé národnosti z Postoloprt na Lounsku a nedalekého Žatce. Internovaní byli rozděleni – muži ve věku od 13 do 65 let byli odvedeni do kasáren, zatímco ženy, děti a starci byli soustředěni v lágru v bažantnici. Tam byl původně výcvikový tábor Hitlerjugend. Následně bylo nejméně 763 z nich bez soudu zastřeleno. Popravy probíhaly přímo v bažantnici, u školy, v kasárnách, u trati, na vinici a v pískovně. Mezi popravenými bylo i pět chlapců z Hitlerjugend ve věku od 12 do 15 let, kteří chtěli z internačního tábora utéct či si natrhat ovoce. Chytila je hlídka a na příkaz Bohuslava Marka je brutálně zmlátila. Poté je před zraky ostatních internovaných demonstrativně popravila. Další internovaní byli později odsunuti do Německa.

## První vyšetřování
V roce 1947 se postoloprtským masakrem začala zabývat vyšetřovací komise Ústavodárného národního shromáždění vedená lidoveckým poslancem bezpečnostního výboru JUDr. Bohumírem Bunžou.

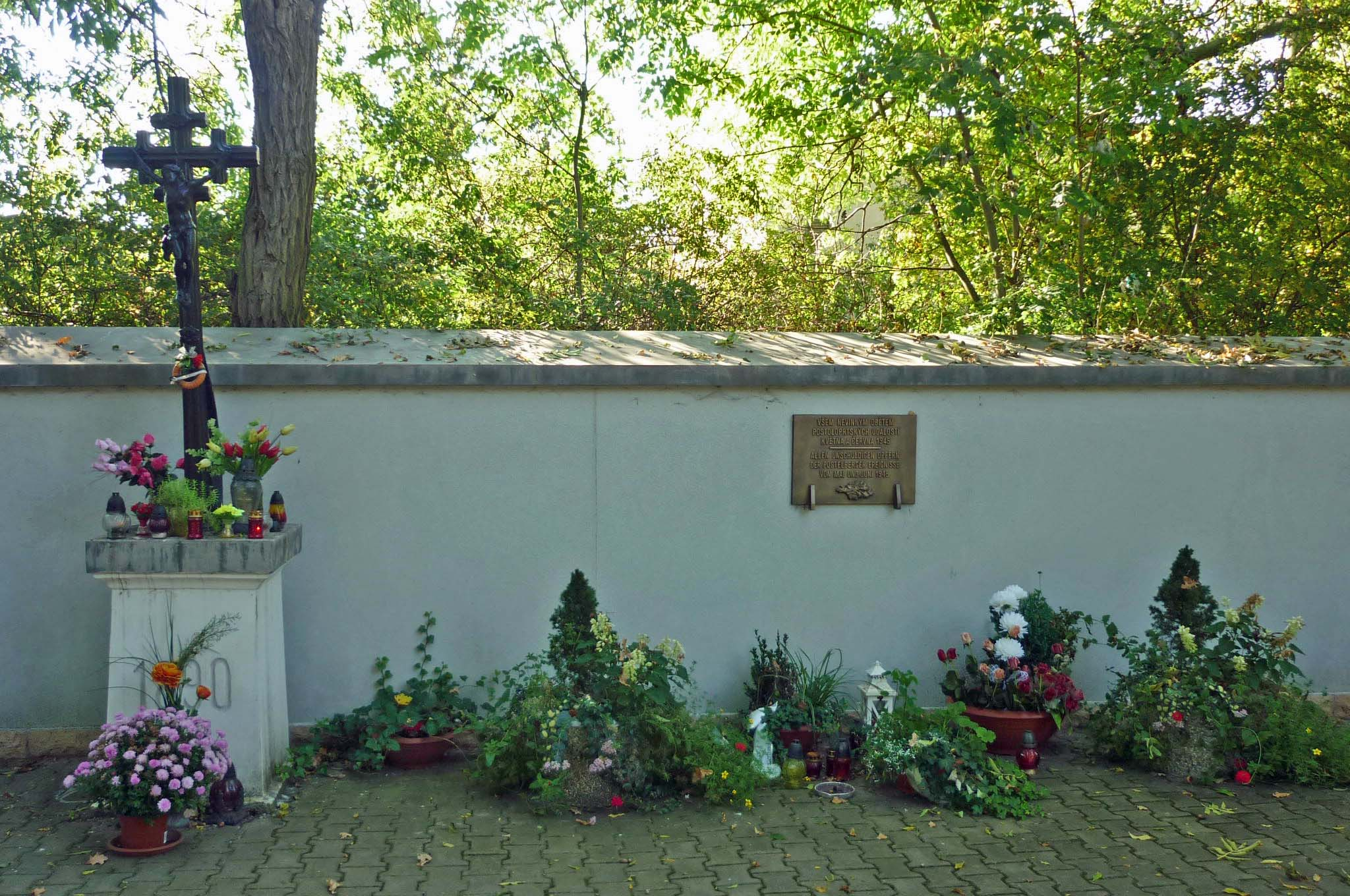
Pomník událostí v Postoloprtech

Komisi dále tvořili poslanci Dr. Jaroslav Kokeš, Václav Holub, Josef Horváth a Dr. Karel Kácl. Na její popud byla ve dnech 17. – 27. září 1947 provedena tajná exhumace obětí. Exhumace proběhla za přítomnosti úřední komise sestávající z velitele voj. útvaru, úředního lékaře a vyšetřujícího soudce. Nalezeno bylo devět hromadných hrobů a v nich 763 těl, z toho pět žen a jedno dítě. Celkem 452 těl přitom bylo nalezeno v bažantnici. Skutečný počet obětí však může být vyšší, protože všechny hroby nemusely být nalezeny. Komise vyslechla Černého i Marka. Černý ve své výpovědi vydání rozkazu přiznal a Marek ve výpovědi odhadl počet popravených na tisíc osob. Divoký odsun Němců však byl věcí mimořádně politicky citlivou, proto nebyli viníci označeni a závěrečná zpráva komise zůstala tajná. Rovněž ministerstvo národní obrany a ministerstvo vnitra celou záležitost ospravedlňovaly revoluční odplatou. Po nástupu komunistického režimu bylo jakékoliv další vyšetřování zastaveno a z postoloprtského masakru se stalo tabu. Poslanec Bunža musel po únorovém převratu emigrovat a v následném politickém procesu byl v nepřítomnosti odsouzen k trestu smrti. V souvislosti s masakrem tak nebyl nikdy nikdo souzen.

## Obnovené vyšetřování
Případ byl znovu otevřen po sametové revoluci v roce 1989. Policie případ vyšetřovala celkem třikrát. Nejprve konstatovala, že k masakru skutečně došlo, nebyla však schopna označit jeho viníky. K tomu došlo teprve po vyšetřování vedeném v letech 2006–2009. Policie tehdy vyslechla na 37 svědků včetně osob žijících v Německu. Policie došla k závěru, že k vraždě pětice chlapců dal rozkaz štábní kapitán Vojtěch Černý, zatímco k vraždě dalších třech osob dal rozkaz vyučený švec a obecní policista z Postoloprt Bohuslav Marek. Černý s Markem přitom byli s největší pravděpodobností zodpovědní i za ostatní vraždy. Podle vyšetřovatele Pavla Karase šlo podle tehdejšího práva o vraždy, které by ale dnes byly klasifikovány jako genocida.

## Počet obětí

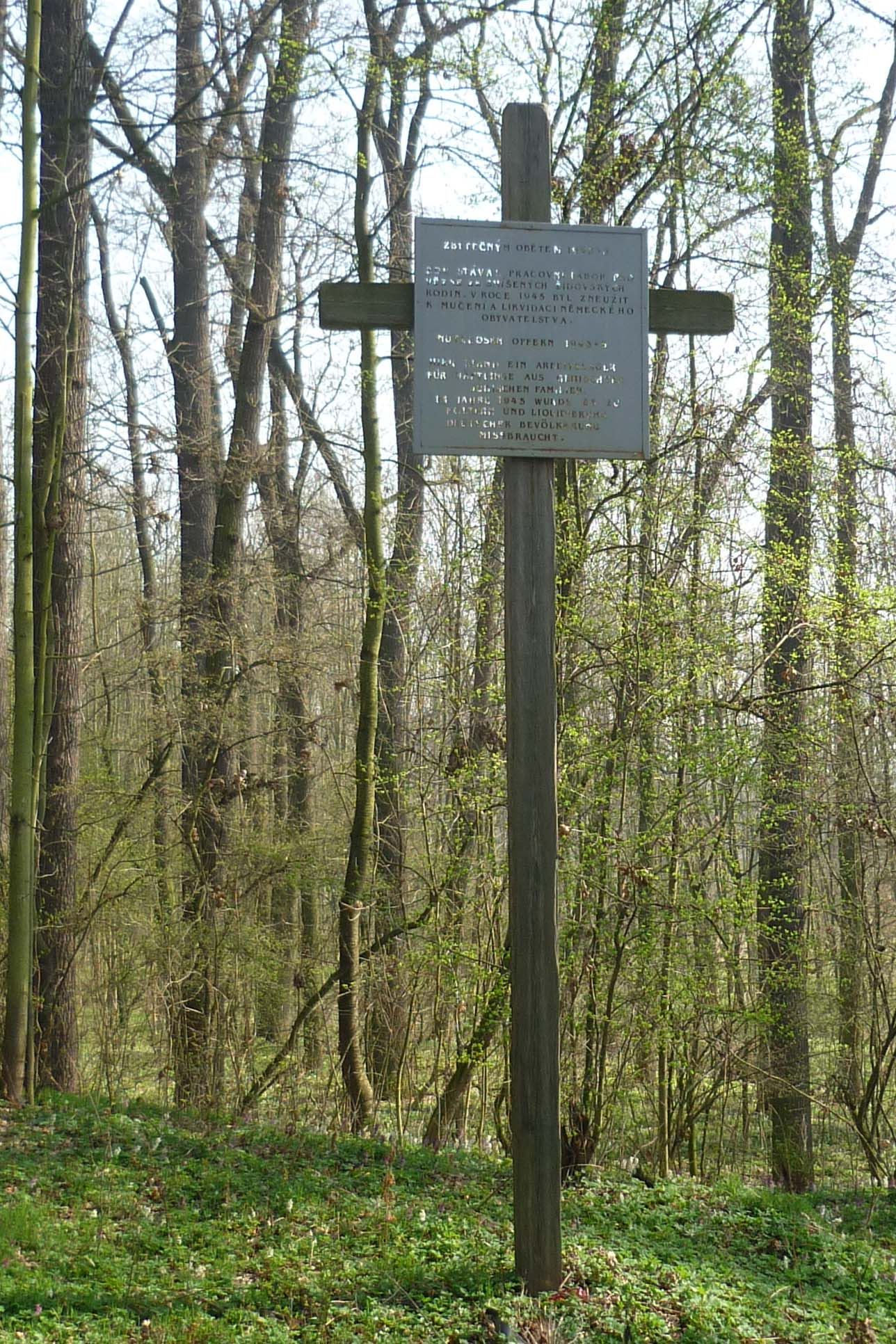
Pamětní kříž v levonické bažantnici, kde byla pohřbena část obětí masakru

Při exhumaci bylo nalezeno 763 obětí masakru, tento počet však zřejmě není konečný. Ve zprávě parlamentní vyšetřovací komise, ustavené v roce 1947, je počet obětí odhadován na 2 300 osob. Odhady historiků se pohybují mezi 2 000 – 3 000 mrtvých.

## Pomník
Dne 4. listopadu 2009 se postoloprtské zastupitelstvo usneslo, že v místě masové vraždy vznikne pomník. Stalo se tak po dvou předchozích zamítnutích. Na pomníku, jehož zřízení zaplatila postoloprtská radnice, je česky a německy nápis „Všem nevinným obětem postoloprtských událostí z května a června 1945“. Z původního návrhu textu, znějícího „Německým obětem postoloprtského masakru z roku 1945“, tak byla vypuštěna informace o německé národnosti obětí a rovněž označení tehdejších poprav za masakr bylo nahrazeno neutrálním slovem událost.

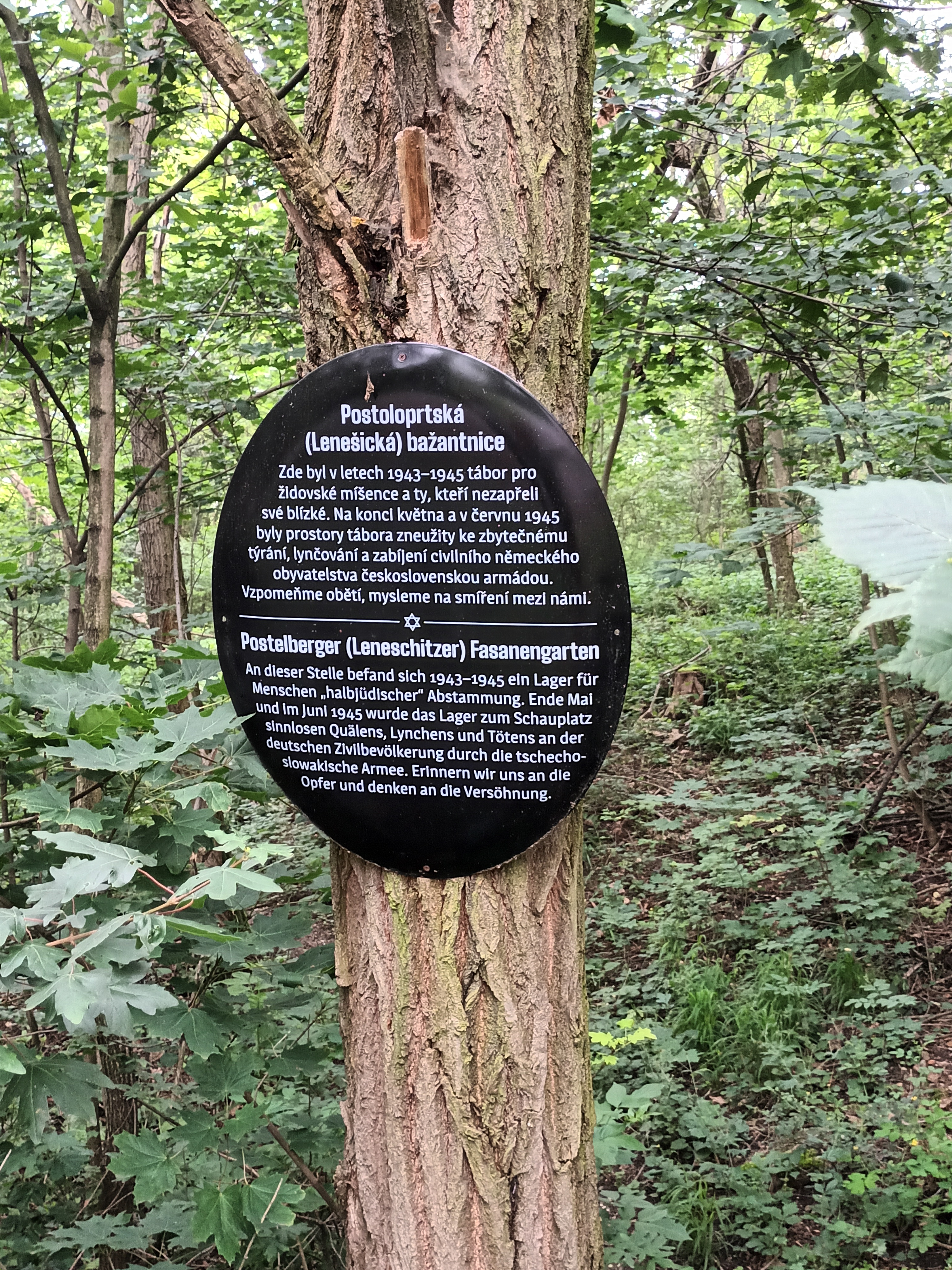
Pamětní tabule u Lenešické bažantnice

Přímo v místě masakrů v tzv. Levonické bažantnici, u odbočky ze silnice od Postoloprt, pak byl soukromou iniciativou místního občana Petra Zemánka v téže době (jako reakce na údajně alibistický text oficiálního pomníku) umístěn kříž s dvojjazyčným nápisem připomínajícím mučení a likvidaci německých obyvatel regionu. V roce 2022 byla pamětní smaltovaná tabule s podobným dvojjazyčným nápisem umístěna, rovněž ze soukromé inciativy, v Lenešické bažantnici severně od silnice I/7.

## Ve filmu
O masakru vznikl hraný dokumentární film Postoloprty 1945 - česká odplata, rekonstruující průběh vyšetřování poslanecké komise. Film odvysílala 8. listopadu 2022 Česká televize. Film režíroval Jakub Wehrenberg, kamerové záběry vedl Jakub Kolář a střih provedl Pavel Podracký. Film je k dispozici ke zhlédnutí na stránkách iVysílání České televize.